# 石黒乃莉子
石黒 乃莉子（いしぐろ のりこ、6月18日 - ）は、日本の女優。
身長156.8cm。愛称は「のんちゃん」。作劇ユニット「屋根裏の庭」を主催。劇団「ヅカ★ガール」プライベートミューズ。

## 人物
- お芝居では男性的で凄味のある役柄を演じることも多いが、石黒本人はどちらかといえば女性的な優しく穏やかな気質である。
- イラストや料理が上手い。
- トマト、鯖が好き。
- コジコジをこよなく愛する。

## 出演作品

### 舞台
- 劇団桜蘭「花嫁遊戯〜煉獄編」（2013年3月20日 - 24日、pit北/区域）
- 劇団楼蘭「グロテスク」（2014年3月19日 - 24日、東演パラータ）
- Rising Tiptoe「名もない祝福として」（2014年6月18日 - 22日、座・高円寺）
- 劇団楼蘭「純血奇譚」（2015年2月25日 - 3月1日、王子小劇場）
- ヅカ★ガール「サバト」（2016年9月9日 - 13日、SPACE 梟門）[2]
- ヅカ★ガール「卍珠沙華」（2017年2月12日 - 15日、兎亭）
- K-FARCE「ジュブナイル学園」（2017年9月13日 - 17日、明石スタジオ）
- 劇団コレカラクルーズ アクティブリーディング 「十二頭の怒れる獣 夏の陣」（2017年8月11日 - 13日、 阿佐ヶ谷アートスペース・プロット）
- ヅカ★ガール「屋根裏のシェークスピヤ」（2017年5月18日 - 20日、兎亭）
- ヅカ★ガール「ハイヌウェレの骸」（2017年7月5日 - 9日、シアター・バビロンの流れのほとりにて）[3] ※東京バビロン演劇祭2017 オーディエンス賞受賞作品
- Short Story Girls #12「百の朝焼 千の黄昏」（2018年2月28日、目黒鹿鳴館）
- 屋根裏の庭「花喰ひ蜘蛛」（2018年4月9日 - 12日、兎亭）
- ヅカ★ガール「馘切姫」（2018年7月6日 - 10日、花まる学習会王子小劇場） - 黄泉 役 [4]
- 屋根裏の庭「白いばらの散るころに」（2018年9月5日 - 12日、兎亭）
- ヅカ★ガール「妖花迷宮」（2019年4月23日 - 28日、兎亭）[5]
- ヅカ★ガール「イヴ・プリマ・パンドラ-幻想都市の魔女-」（2019年11月14日 - 19日、シアターグリーン BASE THEATER） - エンデ・ロア 役[6]
- ヅカ★ガール「卍珠沙華」（2020年3月26日 - 30日、兎亭） - 先生 役 [7]
- 屋根裏の庭「ラピスラズリの裔」（2020年7月30日 - 8月3日、兎亭） - 水の乙女 役
- ヅカ★ガール「妖花迷宮」（2020年10月22日 - 26日、d-倉庫）《朱の章》「星雲鉄道」 - 鷹野咲夜子 役 [8]
- 劇団虚言癖「アメジストの檻」（2021年3月16日 - 21日、ステージカフェ下北沢亭） - 海藤由希 役
- 劇団虚言癖「滅びしイデアの墓標に」（2021年7月8日 - 11日、武蔵野芸能劇場 小劇場） - シャーロット 役
- ヅカ★ガール「レディ・カーミラ」（2021年9月8 - 13日、d-倉庫） - ローラン 役[9]
- 屋根裏の庭「NO・ZO・KI・MI」（2021年10月8日 - 9日、Atelier Kanamour）
- ヅカ★ガール「のばらのばらのばら」(2021年11月3日 - 7日、兎亭) - キリコ 役
- ヅカ★ガール「モルフェウスの魔境」(2022年11月9日 - 13日、シアターグリーン BIG TREE THEATER) - ウワバミ 役[10][11]
- 椎名恭子プロデュース公演「オキザリス」(2022年12月2日 - 4日、シアターグリーン BOX in BOX THEATER) - 井上愛 役
- ヅカ★ガール「卍珠沙華」（2023年3月22日 - 26日、兎亭） - 先生 役
- 屋根裏の庭「ラピスラズリの裔」（2023年8月23日 - 27日、兎亭） - 《不幸》な姫君 役
- ヅカ★ガール「蛇姫花伝」（2023年10月18日 - 22日、シアターグリーン BIG TREE THEATER） - 弥剣ヶ峰漣 役[12]
- ヅカ★ガール「妖花迷宮」（2024年4月13日 - 21日、兎亭） - 六花 役
- ヅカ★ガール「ヴァルハラ・ワルツ」（2024年12月4日 - 8日、シアターグリーン BIG TREE THEATER） - フレイヤ 役[13]

### 映像
- AyK映像公演「秘蜜酒場」（2021年2月14日） -  キリヤ夫人 役

### イベント
- AyK「秘蜜酒場」(2021年6月18日 - 19日、ひまわりスペース)
- 屋根裏の庭「透明なインク 」(2021年12月29日、ひまわりスペース)